# アジアボクシング評議会
アジアボクシング評議会（英: Asian Boxing Council, ABCO）は、アジア地域を統括するプロボクシング団体。
本部はタイのバンコクにある。現会長はゴーヴィット・パックディーブーム。
1985年に設立した世界ボクシング評議会(WBC)傘下の組織で20ヵ国と1地域が加盟している。
日本語の記事上では「WBCアジア」や「WBCアジア（ABCO）」と表記されることが多い。

## 日本との関係
ABCOは世界ボクシング評議会(WBC)傘下の組織であるが、日本ボクシングコミッション(JBC)はABCOと同じWBC傘下の東洋太平洋ボクシング連盟(OPBF)には加盟しているがABCOには加盟していない。
JBCの承認の下でABCO王座獲得のため海外で試合に出る日本人も多く、臼井知史、仲田典由、村井勇希、谷川誠、畠野幸雄、土居伸久らが挑戦し、スーパーウェルター級、スーパーミドル級でクレイジー・キムが王座を獲得している。2008年にオーストラリアに拠点を移しJBCにライセンスを返上していた竹原真敬は日本人ヘビー級ランカーであった。
2008年11月3日の中国の成都で開催されたWBC総会でOPBF本部国がオーストラリアから日本への移動が決定し、林有厚JBCコミッショナーがOPBF会長に就任した後もJBCの承認の下でABCO王座に挑戦する日本人は続き、山元浩嗣、國重隆が王座に挑戦し、2011年には松本章宏がスーパーバンタム級で王座を獲得している。2009年にABCO女子王座が認定されると、2010年12月18日には水谷智佳がスーパーフェザー級で王座を獲得している。2012年8月21日には、年齢上の理由で日本で試合が出来ない森本圭美がスーパーフライ級で「タマミ・トー・ブワマーッ」の名で45歳で王座を獲得している。2013年4月20日には闘将青木誠がライト級でコンチネンタル王座を、2014年5月10日には正規王座を獲得している。2013年10月4日には日本でナックモエ・キックボクサーとして活動する西川智之が「トモユキ・ゴーキャットジム」の名でスーパーウェルター級で暫定王座を、リカ・トングライセーンがライトフライ級で正規王座をそれぞれ獲得している。2015年6月度のABCOランキングでは藤本京太郎がABCOヘビー級3位に、石田順裕がABCOヘビー級10位にそれぞれランクインしている。2014年6月7日には神田桃子がアトム級でコンチネンタル王座を獲得している。2015年2月15日には秋田隆森がスーパーライト級でコンチネンタル王座を、樋高リオがヘビー級でコンチネンタル王座をそれぞれ獲得している。2016年4月24日にはコブラ諏訪がスーパーウェルター級で正規王座を獲得している。2016年6月10日には古川雅純がフライ級でシルバー王座を獲得している。
2020年代に入っても、日本のジム所属で王者になるものはおり、2024年には中井龍がスーパーフェザー級王座を獲得するなどしている

## 現状
1985年にバンコクで行われたWBC総会のWBCコンベンションにおいて、タイのサハソンポップ・シーソムウォン氏やスリランカ、ネパール、パキスタン、インド、カタール、ヨルダン、マレーシアそしてクウェートの代表による歴史的会合でWBC傘下組織としてABCOが組織され、2000年にはABCOがアジア全土で興行を行う為にゴーヴィット・パックディーブーム現会長が精力的に動いた。
WBCムエタイ（WBC MUAY THAI）の会長もゴーヴィット・パックディーブーム氏が兼務しているが、ボクシングとムエタイを掛け持ちしているタイ人ボクサーも珍しくなく、WBCムエタイはWBCの並立組織でWBCの下部組織ではないし、ABCOはムエタイではなくボクシングのアジア地域の王者を決める組織なので、同一人物が会長を務めているが活動実態は別物である。WBCムエタイ会長としてゴーヴィット・パックディーブーム氏が日本におけるWBCムエタイが認可する唯一の組織であるという調印を交わしたジャパン・プロフェッショナル・ムエタイ・コミッティ（JPMC）とも無関係である。
ABCO王者とOPBF王者の対抗戦を行い、その勝者をWBC世界ランキング5位以内にするとかWBC王座の指名挑戦者にする「オールアジア・チャンピオンシップ」（仮称）構想のWBC本部との協議を始めるといった話もあったが、 軽量級から中量級までのABCOとOPBFの各階級の王者を比較するにしても、対抗戦を維持していく為の王者の数を揃えることや、その為のABCO加盟国の興行の維持も難しいこともあり頓挫したと思われる。
ABCOは正規王座、暫定王座、コンチネンタル王座、シルバー王座、チャイナゾーン（中国以外のアジアの国々の参加も許可されている）の各王座を認定している。（ABCO内での王座統一戦が行われたことはない。）
2012年11月24日にスーパーフェザー級でOPBF王者のジョムトーン・チュワタナとABCOコンチネンタル王者のラネル・スコが対戦した試合が「WBC全アジアスーパーフェザー級王座決定戦」（WBC All Asia Super Featherweight Championship）として初めてWBC全アジア王者（WBC All Asia Champion）の決定戦として組まれ、勝者となったジョムトーン・チュワタナが「WBC全アジアスーパーフェザー級王者」（WBC All Asia Super Featherweight Champion）に認定され初代WBC全アジアスーパーフェザー級王者となり、WBC世界スーパーフェザー級10位以内にランクインされ、この試合はABCOの2012年度の年間最高試合に選ばれているが、未だに第2代WBC全アジア王者は誕生していない。上述の対抗戦構想同様、OPBF王座とABCOが認定している王座のどれかを懸けた試合を「WBC全アジア王座決定戦」と称し、その試合の勝者をWBC全アジア王者に認定するのを常設化するにはABCOとOPBFの各階級の王者の数を揃えねばならず、ABCO加盟国の負担を増すことにもなり困難だし、WBC全アジア王者がWBCの世界ランキング5位以内にランクインしたりWBCの世界王座への指名挑戦権を得たとして、大手企業をスポンサーに持つような大手ボクシングプロモーションでもABCO加盟国だけでは重量級のABCOランカーを揃えることは困難だし、アメリカ、ロシア、オーストラリアやニュージーランドのような重量級の選手を揃えられる非加盟国の協力が必要となる為、アジア地域以外のWBC全アジア王者の誕生に繋がりかねないし、軽量級から中量級であったとしても「WBC全アジア王座決定戦」の常設化の困難は必至である。WBC全アジア王者の防衛戦としての「WBC全アジア王座戦」も未だ行われていない。
ABCO王座の防衛記録としては、チョンラターン・ピリヤピンヨーのABCOフェザー級王座の防衛回数27度がある。
ABCOはオーレイドン・シスサマーチャイ、デンカオセーン・カオウィチット、ワンディー・シンワンチャー、ポンサワン・ポープラムック、ベイブット・シュメノフ、スリヤン・ソー・ルンヴィサイ、コンパヤック・ポープラムック、熊朝忠、カビブ・アーラフベルディエフやシーサケット・ソー・ルンヴィサイといった世界王者を輩出している。

## 加盟コミッション
| - タイ - 中国 - フィリピン - インドネシア - カザフスタン | - バングラデシュ - ブルネイ - インド - イラク - クウェート | - マレーシア - ネパール - パキスタン - カタール - スリランカ | - 香港 - キルギス - ウズベキスタン - アゼルバイジャン - 北朝鮮 - オーストラリア |  |